# Brandgrubengrab

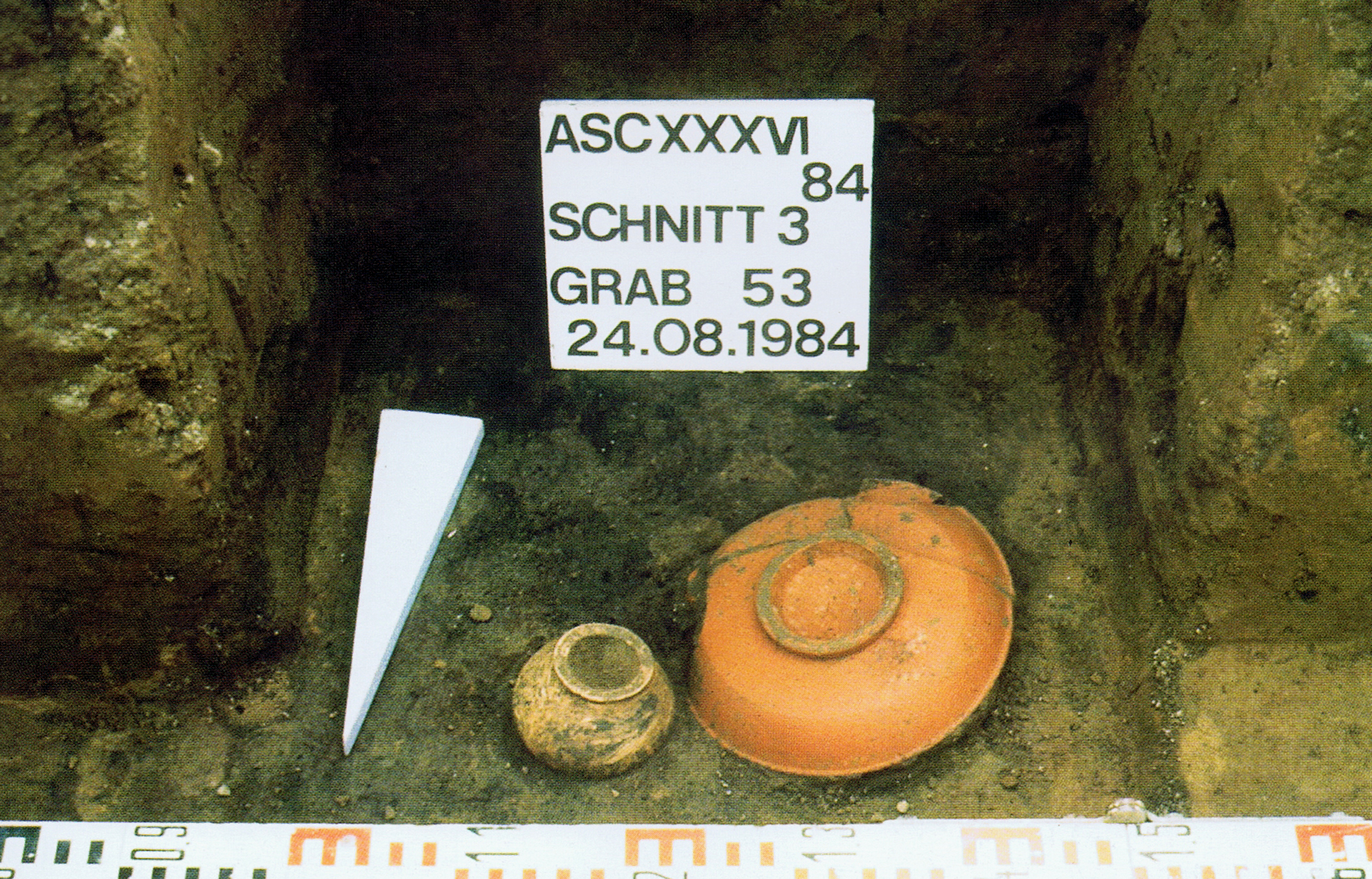
Brandgrubengrab in Asciburgium (Sommer 1984)

Ein Brandgrubengrab ist eine Grablege, in der die mehr oder weniger verbrannten menschlichen Knochen, Grabbeigaben oder Reste davon und die Asche mit Resten des Scheiterhaufens ohne ein Behältnis (Urne) in einer flachen Grube beigesetzt werden. Die Bezeichnung Grabdepot ist umstritten.
Verbreitet waren solche Gräber vor allem in der Vor- und Frühgeschichte, aber auch bei den Römern, insbesondere in kaiserzeitlichen Gräberfeldern. Teilweise wurden die Knochenreste sorgfältig aus dem abgebrannten Scheiterhaufen ausgelesen, in anderen Fällen alle Verbrennungsreste unsortiert beigesetzt. Im letzten Fall wird in der Archäologie auch von Brandschüttungsgräbern gesprochen.
Neben ganzen Feldern mit reinen Brandgrubengräbern war diese Bestattungsform teilweise auch mit Körperbestattungen vergesellschaftet. Da die Grabgruben häufig nicht allzu tief waren, wurden wohl viele ehemalige Brandgrubengräber durch Bebauung, Erosion oder den Pflug zerstört.